# Godfrey Township (Illinois)
Godfrey Township si trova nella Contea di Madison, Illinois, negli Stati Uniti d'America. Secondo il censimento del 2010, la sua popolazione contava 17982 persone ed erano presenti 7708 unità abitative. Invece, secondo il censimento del 2016, la popolazione contava 17733 persone.
Godfrey Township è una coterminous township rispetto alla municipalità di Godfrey in Illinois. Essa è una delle due coterminous township nella Contea di Madison ed una delle diciassette coterminous townships in tutto lo stato.

## Storia
Godfrey Township è intitolata a Captain Benjamin Godfrey, un colono pioniere e il più grande proprietario terriero della township.

## Geografia
Secondo il censimento del 2010, la township aveva un'estensione totale di 94,9 km² (36,64 miglia quadrate), di cui 89,7 km² (34,64 miglia quadrate) (il 94,54%) di suolo e 5,2 km² (2 miglia quadrate)  (il 5,5%) di acque interne.